# أرون غولدبرغ
أرون غولدبرغ (بالإنجليزية: Aaron Goldberg)‏ هو عازف بيانو وعازف جاز أمريكي، ولد في 30 أبريل 1974 في بوسطن في الولايات المتحدة.

## وصلات خارجية
- الموقع الرسمي
- أرون غولدبرغ على موقع ميوزك برينز (الإنجليزية)
- أرون غولدبرغ على موقع ديسكوغز (الإنجليزية)